# Aston DSC Bulls
Aston DSC Bulls (även kända som The Bulls) är ett rugby lag från Aston, Pennsylvania.